# إيفان فرناندو أوتشوا
إيفان فرناندو أوتشوا (بالإسبانية: Iván Ochoa) (13 أغسطس 1996 في المكسيك - ) هو لاعب كرة قدم مكسيكي في مركز الوسط. لعب مع إيفرتون دي فينا ديل مار.

## وصلات خارجية
- إيفان فرناندو أوتشوا على موقع قاعدة بيانات كرة القدم.إي يو (الإنجليزية)
- إيفان فرناندو أوتشوا على موقع Soccerway.com (الإنجليزية)
- إيفان فرناندو أوتشوا على موقع AS.com (الإسبانية)